# April O'Neil (atriz pornô)
April O’Neil (nascida em 7 de abril de 1987) é o nome artístico de uma atriz pornográfica norte-americana. Entrou para a indústria do cinema adulto em 2009, aos 22 anos de idade.

## Carreira
O'Neil adotou seu nome artístico em homenagem a April O'Neil, um dos personagens principais em Tartarugas Ninja. Em 2013, O'Neil era uma das dezesseis atrizes perfiladas no filme documentário Aroused, de Deborah Anderson. O'Neil se identifica como bissexual.

## Prêmios e indicações
| Ano  | Cerimônia | Resultado | Prêmio                                                                 | Trabalho                     |
| ---- | --------- | --------- | ---------------------------------------------------------------------- | ---------------------------- |
| 2011 | XBIZ      | Indicado  | New Starlet of the Year                                                | —                            |
| 2012 | AVN       | Indicado  | Best Boy/Girl Sex Scene (com James Deen)                               | Legs Up Hose Down            |
| 2012 | AVN       | Indicado  | Best Tease Performance                                                 | Legs Up Hose Down            |
| 2013 | AVN       | Indicado  | Best All-Girl Group Sex Scene (com Ash Hollywood e Amber Rayne)        | Buffy the Vampire Slayer XXX |
| 2013 | AVN       | Venceu    | Twitter Queen (Fan Award)                                              | —                            |
| 2013 | XBIZ      | Indicado  | Best Supporting Actress                                                | The Godfather XXX            |
| 2013 | XBIZ      | Indicado  | Best Scene - Parody Release (com Tommy Pistol)                         | The Godfather XXX            |
| 2013 | XBIZ      | Indicado  | Best Scene - All-Girl (com Ash Hollywood e Amber Rayne)                | Buffy the Vampire Slayer XXX |
| 2014 | AVN       | Indicado  | Best Three-Way Sex Scene (G/G/B) (com Dani Daniels e Erik Everhard)    | Chance Encounters            |
| 2014 | XBIZ      | Indicado  | Best Scene - Couples-Themed Release (com Dani Daniels e Erik Everhard) | Chance Encounters            |
| 2014 | XBIZ      | Venceu    | Girl/Girl Performer of the Year                                        | —                            |